# 신종훈 (성우)
신종훈(1977년 5월 13일 ~ )은 대한민국의 성우이다. 2001년 EBS 성우극회 19기로 입사했다가 2004년 퇴사했다.